# Association française de rugby féminin
 (mars 2012).
L'Association française de rugby féminin, appelée AFRF, est une association de joueuses de rugby à XV françaises. Elle a été fondée en 1968 et son siège se trouve à Toulouse.

## Historique
Les premières équipes de rugby féminin sont créées en France par des jeunes lycéennes ou universitaires en 1965. Les premières équipes complètes à XV sont alors souvent entraînées par des équipes masculines. Le premier match organisé devant des milliers de spectateurs est joué par le Toulouse Fémina Sports le 1er mai 1968 à Toulouse. La capitaine de l'équipe est Isabelle Navarro, alors étudiante à l'université de Toulouse Rangueil.
En 1969, les premiers contacts sont pris pour faire partie de la FFR. La réponse est négative. Les Violettes Bressanes, créées en 1966-67, sous l'impulsion d'Andrée Forestier, décident de devenir indépendantes en créant leur propre club. C'est la voie que choisiront très vite la plupart des autres équipes. Annie Bannier, de Pau, Isabelle Navarro et Odette Militon, de Tarbes, s’accordent pour fonder une association féminine de rugby. Le 25 octobre 1969, une réunion a lieu à Portet-sur-Garonne. Seize personnes sont présentes, représentant six équipes : Pau, Tarbes, Toulouse, Villemur, Châteaurenard et Béziers. Les premières équipes féminines s'organisent progressivement en association loi de 1901 et l'Association française de rugby féminin, avec des statuts déclarés en préfecture de Toulouse, voit le jour en 1970.
Dès 1973, l'AFRF rouvre le dialogue avec la Fédération française de rugby à XV (FFR), mais il faut attendre le 26 octobre 1982 pour qu'un protocole soit conclu. L'équipe de France de rugby à XV féminin dispute son premier match officiel le 13 juin 1982 à Utrecht, l'emportant 4 points à 0 contre les Pays-Bas. Le 23 mai 1984, l'AFRF devient la Fédération française de rugby féminin et comme le ministère des sports ne reconnait qu'une Fédération par sport, les contacts se multiplient avec la FFR. L'intégration au sein de la FFR se fera en juillet 1989 lors de l'AG de Bourg en Bresse (siège de la FFRF).

## Organisation
- Henry Fléchon : président de l'Association française de rugby féminin 1975 à 1984, président des Violettes bressanes de 1974 à 1986